# Дервентски възвишения (защитена зона)
Дервентски възвишения е защитена зона от Натура 2000 по директивата за опазване на дивите птици. Обхваща Дервентските възвишения на изток от река Тунджа. Заема площ от 34 863,6 ha.

## Граници
По главното било минава държавната граница между България и Турция.

## Флора
Голяма част от територията на защитената зона е покрита от широколистни смесени дъбови гори, най-често цер и благун, на места примесени с келяв габър. В най-южните части преобладават смесените дъбови гори от източен горун и благун. От храстите са разпространени драка, смин. Селскостопански площи има в ниските части и равнините около хълмовете.

## Фауна
В района на защитената зона са установени 120 вида птици. От тях 41 са включени в Червената книга на България. Защитената зона е важна за опазването на малкия креслив орел. Тук се среща най-многочислената в България популация на голям маслинов присмехулник, също така се срещат черен щъркел, тръстиков блатар, ливаден блатар, малък орел, черна каня, дебелоклюна чучулига, белочела сврачка, совоок дъждосвирец, късопръста чучулига, полска бъбрица, ястребогушо коприварче и други. В защитената зона гнезди и световнозастрашеният царски орел.